# Ewald Foth

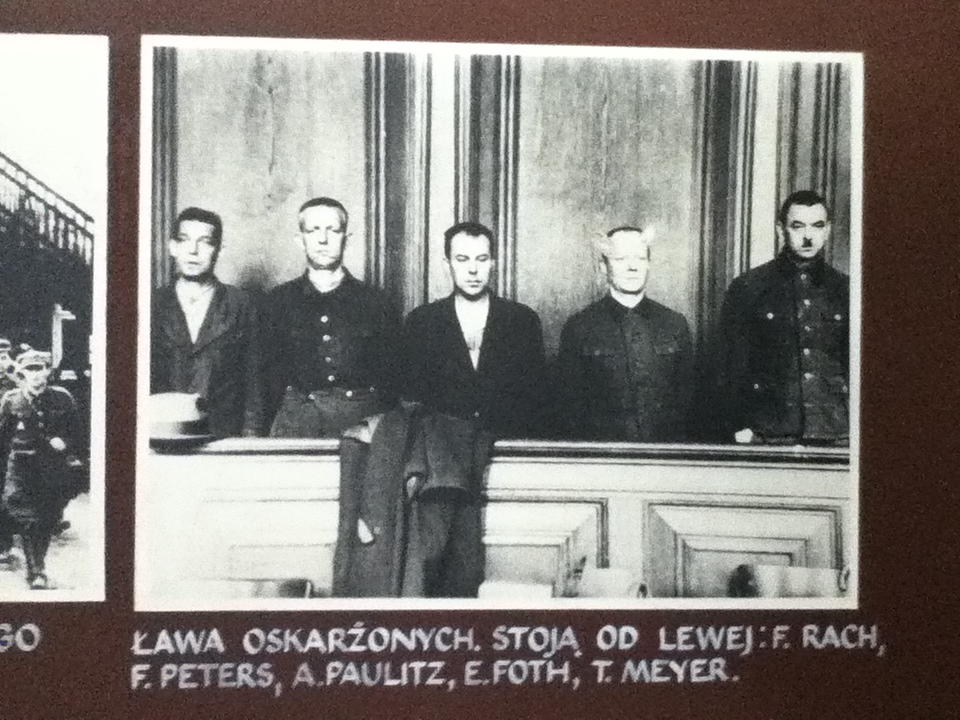
Von rechts: Theodor Traugott Meyer, Ewald Foth, Albert Paulitz während des 2. Stutthof-Prozesses

Ewald Foth (* 1. August 1908 in Stutthof; † 22. Oktober 1948 in Danzig) war SS-Oberscharführer und Leiter des Judenlagers im KZ Stutthof bei Danzig. Er wurde im 2. Stutthof-Prozess zum Tode verurteilt und am 22. Oktober 1948 gehängt.

## Biografie
Foth gehörte ab 1936 der SS an. Der NSDAP trat er zum 1. Mai 1936 bei (Mitgliedsnummer 3.714.434). Am 1. November 1941 trat er in die Waffen-SS ein. Von September 1939 bis April 1945 gehörte er zur Mannschaft des Lagers Stutthof. Ursprünglich diente er als Wächter, wurde aber schnell befördert und 1944 zum Leiter des Judenlagers ernannt. Foth war einer der grausamsten SS-Männer in Stutthof und quälte insbesondere die jüdischen Häftlinge. Oft nahm er an den Hinrichtungen und anderen repressiven Maßnahmen teil.